# Ferrer Abella
Ferrer Abella (anche d'Abella, Abeylla, Dabeylla, de Apulia, de Apilia) (... – L'Arboç, 1343/1344) è stato un arcivescovo cattolico spagnolo.

## Biografia
Nacque verso la seconda metà del XIII secolo, figlio del nobile aragonese Ferrario Abella; fu avviato fin da giovane alla carriera ecclesiastica ed entrò nell'Ordine domenicano. Nel 1315 re Giacomo II di Aragona, che ne aveva grande stima, lo inviò come suo emissario in Sicilia per presentare a Federico III di Sicilia un progetto di pace con gli Angioini. Su pressione del re Giacomo II e del cardinale Napoleone Orsini, di cui fu da allora fedele amico, nel 1323 fu nominato arcivescovo di Neopatrasso. Non si insediò mai nella sede episcopale, ma preferì stabilirsi ad Avignone, al tempo sede papale, da dove dal 1323 al 1328 informò il suo re sugli avvenimenti nella corte papale. Papa Giovanni XXII, al contrario del suo re, non lo apprezzava ed inoltre venne a conoscenza che Abella non gradiva la sede episcopale che gli era stata affidata; inoltre, nella corrispondenza con la corte aragonese, insultava il papa, elogiandone i nemici, in particolare Ludovico il Bavaro. Questo è provato da una lettera del 30 dicembre 1323 di re Giacomo II, dove si dice chiaramente che il papa era fortemente sdegnato contro Abella. Questi l'anno seguente presentò le sue scuse a papa Giovanni XXII, ma soltanto nel 1330, per le insistenze di Napoleone Orsini e del nuovo re d'Aragona, riuscì ad ottenere il trasferimento alla diocesi di Mazara del Vallo, con la carica di inquisitore per la Sicilia. Nel 1334 divenne infine vescovo di Barcellona. Durante il suo episcopato le reliquie di santa Eulalia furono trasferite alla cripta della cattedrale di Barcellona e, inoltre, un sinodo venne celebrato nel 1339, le cui conclusioni furono pubblicate lo stesso anno. Diede forti impulsi alla costruzione della cattedrale cittadina e nel 1337 consacrò l'altare maggiore.
Morì durante una visita pastorale nel 1343 o 1344 a L'Arboç, in visita ad una comunità di begardi.

## Genealogia episcopale
La genealogia episcopale è:
- Cardinale Bérenger de Frédol il Giovane
- Cardinale Bertrand de la Tour, O.Min
- Arcivescovo Ferrer Abella, O.P.

## Opere
Scrisse numerose lettere, che mostrano un intellettuale di grande intelligenza politica, con un carattere vivace. Napoleone Orsini scriveva di lui: 